# 趙伯旿
趙伯旿（？—？），南宋宗室。他是吳國公趙子奭的儿子、燕懿王趙德昭的七世孫、宋太祖的八世孫、宋孝宗的兄弟輩。官至太師、封齊國公。他的曾孙趙昀即位为宋理宗后，追封曾祖父為益國公。追封楚王，諡孝節。

## 家庭

### 妻
- 齊國夫人劉氏，贈楚越國夫人

### 子
- 趙師裴
- 魯國公追封吳宣獻王趙師意
- 趙師雅
- 趙師倜